# Bolder (plaats)
Bolder is een dorp in de gemeente Riemst, deel uitmakend van de deelgemeente Zichen-Zussen-Bolder.
De naam Bolder komt van bollaar, dat leemheuvel betekent.
Vanouds vormde Bolder, samen met Meer, de Loonse heerlijkheid Meer en Bolder. De heren woonden op een kasteelhoeve (1621) dat tegenwoordig als Hof de Méan bekendstaat. Dit is genoemd naar de familie De Méan, die sinds 1588 deze heerlijkheid in bezit had. Voordien was de heerlijkheid in bezit van de familie Van Guigoven.
In 1796 werd de heerlijkheid opgeheven en kwam Bolder bij de toen gevormde gemeente Zichen-Zussen-Bolder, terwijl Meer opging in de gemeente Val-Meer.
Bolder heeft nooit een kerk gekend.
Bolder ligt in Droog-Haspengouw, op een hoogte van ongeveer 100 meter.

## Nabijgelegen kernen
Heukelom, Riemst, Val-Meer, Zichen, Zussen
Deelgemeenten: Genoelselderen · Herderen · Kanne · Membruggen · Millen · Riemst · Val-Meer · Vlijtingen · Vroenhoven · Zichen-Zussen-Bolder

Overige kernen: Bolder · Dries · Elst · Heukelom · Klein-Membruggen · Lafelt · Meer · Val · Zichen · Zussen

Belgische gemeenten · Arrondissement Tongeren · Limburg · Vlaanderen